# Gregory Walcott
Gregory Walcott, geboren als Bernard Mattox (Wendell (North Carolina), 13 januari 1928 – Canoga Park, Los Angeles, 20 maart 2015) was een Amerikaans acteur.

## Levensloop en carrière
Walcott werd geboren in 1928 en diende nog op het einde van de Tweede Wereldoorlog en in de Koreaanse Oorlog alvorens hij acteur werd. Hij begon zijn carrière met een bijrol in Red Skies of Arizona met Richard Widmark. In 1955 had hij kleine rollen in Battle Cry en Strange Lady in Town. Zijn bekendste rol speelde hij in 1959 in de cultfilm Plan 9 from Outer Space. In de jaren '70 speelde hij enkele rollen naast Clint Eastwood zoals in Thunderbolt and Lightfoot en The Eiger Sanction. Zijn laatste film was Ed Wood uit 1994.
Walcott overleed in 2015 op 87-jarige leeftijd.

## Beknopte filmografie
- Battle Cry (1955)
- Strange Lady in Town (1955)
- Plan 9 from Outer Space (1959)
- Thunderbolt and Lightfoot (1974)
- The Eiger Sanction (1975)
- Every Which Way But Loose (1978)
- Ed Wood (1994)